# Sauron (comics)
Pour les articles homonymes, voir Sauron (homonymie).
Sauron est un super-vilain appartenant à l’univers de Marvel Comics. Il a été créé par Roy Thomas et Neal Adams, et est apparu pour la première fois dans The X-Men nos 59 (comme Karl Lykos) et 60 (sous sa forme reptilienne).
Sauron est un personnage présentant un caractère schizophrène à la Dr Jekyll et M. Hyde, car il a développé une bipolarité.

## Biographie du personnage

### Origines
Karl Lykos était le fils d'un guide explorateur. Adolescent, il l'accompagna en Terre de Feu pour une expédition commanditée par un riche client, Anderssen. Ce dernier avait amené sa fille, Tanya. Attaqué par des ptérodactyles, Karl fut mordu. Il découvrit vite qu'il pouvait drainer l'énergie vitale pour se soigner et se retrouva dépendant de son propre pouvoir, condamné à vampiriser pour survivre.
Quand son père décéda, Anderssen recueillit le jeune homme. Tanya et lui tombèrent amoureux, mais Anderssen désapprouva cette relation, car Lykos n'était pas issu d'une famille assez fortunée.
Karl devint médecin, spécialisé dans l'hypnose. Il se servait de cette technique pour vampiriser discrètement ses patients.
Karl devint l'ami du Professeur Xavier. Quand ce dernier chercha à aider Havok, il vint lui demander son aide. Lykos vampirisa Havok mais son corps, absorbant l'énergie du mutant, devint monstrueux. Il se surnomma Sauron (en référence au personnage homonyme de J. R. R. Tolkien) et affronta les X-Men. Réalisant que sa transformation était dangereuse pour Tanya, il s'enfuit en Terre de Feu. En manque d'énergie, Lykos reprit forme humaine. Tanya le retrouva, mais par désespoir, il se jeta d'une falaise pour éviter de la blesser.
Présumé mort, Lykos voyagea à travers la Terre Sauvage, en se nourrissant d'animaux sauvages. Il se lia d'amitié avec Ka-Zar et utilisa ses compétences en médecine pour soigner les indigènes. Toutefois, quand les X-Men visitèrent la Terre Sauvage, Lykos ne put résister à la soif d'énergie mutante et il redevint Sauron en puisant dans la force de Tornade. Grâce à Ka-Zar, le combat fut finalement arrêté.
Les X-Men affrontèrent le monstre et les Mutants de la Terre Sauvage et ramenèrent Lykos au Manoir, où Charles Xavier le guérit par un traitement psychologique. Karl retrouva Tanya et reprit une vie normale.

### Parcours
Plus tard, Sauron se lia avec la Confrérie des mauvais mutants (alors qu'il n'en est pas un à proprement parler). Il redevint donc un super-vilain à temps plein et affronta de nombreux super-héros.
C'est lui qui éventra Rocket, jeune recrue de X-Force, avant que Cable ne révèle  que le jeune garçon était un Externel.
Plus récemment, Sauron fut intégré contre sa volonté au programme de Weapon X. Il suivit l'agent Brent Jackson dans son putsch. Karl Lykos disparut de la circulation quand John Sublime lança une attaque contre Weapon X.
Quand les New Avengers vinrent en Terre Sauvage enquêter sur les agissements du SHIELD, ils furent faits prisonniers par la tribu menée par Sauron, libéré de la prison du Raft par Electro. Iron Man permit aux héros de se libérer, et finalement la Veuve Noire l'abattit d'une balle en pleine tête. Heureusement, le criminel avait absorbé le pouvoir de Wolverine, ce qui lui permit de survivre et de brûler la Veuve Noire au visage. Il fut ensuite capturé et remis entre les mains de Weapon X.

## Pouvoirs et capacités
Muté par une morsure de ptérodactyle mutant, Karl Lykos absorbe continuellement la force vitale des êtres qui l'entourent. Quand la dose est trop puissante, il se transforme en humanoïde reptilien ailé. S'il absorbe l'énergie d'un mutant, il absorbera alors une partie de son pouvoir.
- Sa forme monstrueuse lui donne une force surhumaine et lui permet de voler.
- Ses griffes, ses ergots et son bec sont assez solides pour déchirer une faible couche d'acier, faisant de lui un adversaire mortel au combat.
- Sauron possède un pouvoir hypnotique basé sur le contact visuel. Il s'en sert pour réduire en esclavage des personnes n'ayant pas de résistance mentale. En effet, son pouvoir s'avère inefficace contre certaines personnes entraînées.
- À la suite d'une manipulation du programme Weapon X, Sauron peut relâcher l'énergie qu'il absorbe sous la forme de rafales énergétiques, ou sous la forme de flammes crachées par sa gueule.